# 1636 год в России
Царствование: 1613—1645 — Михаила Фёдоровича

## События
- 5 января — у царя и его второй жены Евдокии Лукьяновны родилась дочь Татьяна, восьмой ребёнок и шестая дочь царя.
- 17 (27) апреля — основание города-крепости Тамбова государевым стольником и шацким воеводой Романом Боборыкиным, как опорного пункта государства на землях Дикого поля Белгородской засечной черты[1].
  - 1 (10) октября — возведена крепость Тамбов[1].
- 23 июня — умерла царская дочь Софья (1634—1636)[2].
- Подьячий Савва Есипов пишет «Сибирскую летопись», где повествует о походе Ермака на территорию Сибирского ханства, положившего начало русскому освоению Сибири (1581—1585)[3].
- 1636—1647 — Хитрово Богдан Матвеевич ведал входом в царские покои царей Михаила Фёдоровича и Алексея Михайловича[4].
- Темников подвергся нападению ногайцев[5].
- Пожалование Думным дворянином: Луговской Томило Юдич[6].
- Местничество: Иван Матвеевич, Иван, Логгин, Фёдор Павлович Огалины и Кучюков Иван Фёдорович[7].

## Города и поселения
- Начало возведения Белгородской засечной [защитной] черты — оборонительной линии южных рубежей царства (по другим данным 1635 год)[3].
- На месте заложенного красноярским воеводой Дубенским Андреем Ануфриевичем зимовья, построен острог (сов.Канск) — форпост от набегов енисейских кыргызов[8].
- После разрушений произведённых польско-литовскими войсками в 1611 и 1615 годах, восстановлен г. Орёл[9].
- Сожжённый в 1635 году Братский острог (сов. г. Братск) вновь построен на новом месте на правом берегу р. Ока (приток Ангары. см. 1654 год)[10].

## Руководители приказов
| Года      | Приказ              | Ф,И,О главы                  | Примечания          |
| --------- | ------------------- | ---------------------------- | ------------------- |
| 1634-1638 | Судный приказ       | Пожарский Дмитрий Михайлович |                     |
| 1622-1642 | Большой казны       | Черкасский Иван Борисович    | За исключением 1638 |
| 1622-1642 | Иноземский приказ   | Черкасский Иван Борисович    | За исключением 1638 |
| 1622-1642 | Стрелецкий приказ   | Черкасский Иван Борисович    | За исключением 1638 |
| 1622-1637 | Аптекарский приказ  | Черкасский Иван Борисович    |                     |
| 1630-1661 | Разрядный приказ    | Гавренёв Иван Афанасьевич    | Думный дьяк         |
| 1636-1638 | Владимирский судный | Голицын Иван Андреевич       | Боярин              |

## Воеводы[15]
| Года      | Город         | Ф,И,О воеводы                | Примечания                |
| --------- | ------------- | ---------------------------- | ------------------------- |
| 1636-1637 | Алексин       | Колюбакин Максим Андреевич   |                           |
| 1635-1636 | Арзамас       | Иванов Гаврила Андреевич     |                           |
| 1636-1637 | Астрахань     | Волынский Фёдор Васильевич   |                           |
| 1636      | Болхов        | Дулов Василий Александрович  |                           |
| 1634-1636 | Царёв-Борисов | Толмачов Никита              |                           |
| 1636-1641 | Царёв-Борисов | Кокошкин Семён               | Приказной                 |
| 1636-1637 | Борисово      | Подкуянский Иван             | Из Переяславля-Залесского |
| 1636-1637 | Боровск       | Поливанов Юрий Войнович      |                           |
| 1636      | Брянск        | Пушкин Воин Тимофеевич       |                           |
| 1636-1639 | Брянск        | Головин Иван Иванович        | Стольник                  |
| 1634-1637 | Белгород      | Тургенев Афанасий Дмитриевич |                           |
| 1636-1638 | Белёв         | Вельяминов Степан Михайлович |                           |

## Родились
- Лопухин, Пётр Аврамович Большой (1636 — 12 мая 1701) — государственный деятель.
- Спафарий, Николай Гаврилович (1636, Милешть, Молдавское княжество — 1708, Москва) — учёный молдавского происхождения, дипломат, переводчик, путешественник и географ; автор первой российской арифметики «Арифмологион» (1672).
- Татьяна Михайловна (5 января 1636, Москва — 24 августа 1706, Москва) — младшая дочь царя Михаила Фёдоровича и его второй жены Евдокии Лукьяновны.
- Урусов, Пётр Семёнович (1636—1686) — государственный и военный деятель, стольник, кравчий), боярин и воевода.

## Умерли
- Павел II — епископ Русской церкви, митрополит Сарский и Подонский (1635—1636), архиепископ Псковский и Изборский (1623—1626).
- Приимков-Ростовский, Александр Данилович Кутюк (ум. 20 января 1636) — государственный и военный деятель, воевода и дворянин московский.
- Царевна Софья Михайловна (30 сентября 1634 — 23 июня 1636) — седьмой ребёнок и пятая дочь царя Михаила Фёдоровича[2].
- Шолох-мурза (ум. 1636) — адыгский князь, жалованный царём грамотой на княжение «над всеми нерусскими народами» как князь Черкасский (1625).